# جان هنینگ اسپک

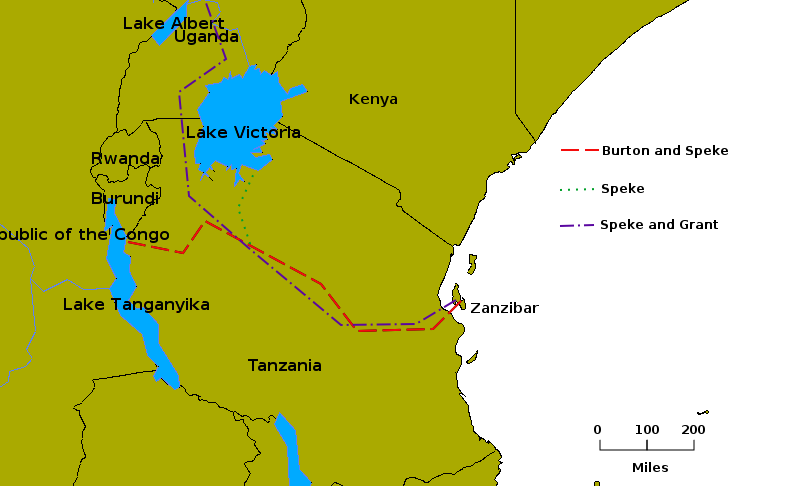
مسیرهای طی شده توسط برتون و اسپک (۱۸۵۷-۱۸۵۸) و اسپک و گرنت (۱۸۶۳).

جان هنینگ اسپک (به انگلیسی: John Hanning Speke) (تلفظ: /ˈdʒɒn ˈhæ.nɪŋ ˈspɛk/) یک افسر نظامی و جهانگرد اهل انگلستان بود که در سال ۱۸۲۷ متولد شد و در سال ۱۸۶۴ درگذشت.
اسپک در سن ۱۷ سالگی وارد خدمت نظام شد و در ارتش هندی بریتانیا تا درجه سرهنگی ارتقا یافت و در سال ۱۸۵۶ به معیت سرهنگ بورتون به قصداکتشافات به افریقای شرقی رفت. وی از طریق خلیج عدن داخل قاره آفریقا شد و از سال ۱۸۵۷ تا ۱۸۶۳ میلادی تنها برای دیدن دریاهای بزرگ افریقا رفت؛ و از مسیر زنگبار به خارطوم رسید و سیاحتنامهٔ مکملی ترتیب داد که به زبان فرانسه هم ترجمه و منتشر شده است. وی دریاچه‌های ویکتوریا و آلبرت نیاسا را نیز کشف نمود.